# Onychomys
Onychomys (Baird, 1857) è un genere di roditori della famiglia dei Cricetidi comunemente noti come topi delle cavallette.

## Descrizione

### Dimensioni
Al genere Onychomys appartengono roditori di piccole dimensioni, con lunghezza della testa e del corpo tra 90 e 130 mm, la lunghezza della coda tra 30 e 60 mm e un peso fino a 60 g.

### Caratteristiche craniche e dentarie
Il cranio presenta ossa nasali caratteristicamente a forma di cuneo, la regione inter-orbitale è molto stretta, le placche zigomatiche sono sottile e con il margine anteriore dritto. I molari hanno la corona alta, il terzo è alquanto ridotto. Il processo coronoide della mandibola è elevato.
Sono caratterizzati dalla seguente formula dentaria:

### Aspetto
Il corpo è tozzo, simile a quello di un criceto ed è ricoperto di una pelliccia densa e soffice. Le parti dorsali variano dal giallo-brunastro al rosato, mentre le parti ventrali sono distintamente bianche. Il muso è appuntito, con lunghe vibrisse e grandi occhi. Le orecchie sono relativamente corte ed hanno solitamente un ciuffo di peli biancastri o grigiastri alla loro base anteriore. Il palmo è provvisto di cinque tubercoli, la pianta dei piedi è densamente ricoperta di peli e presenta quattro cuscinetti carnosi. La coda è corta, tozza ed affusolata. LE femmine hanno tre paia di mammelle.

## Distribuzione
Il genere è diffuso nell'America settentrionale dal Canada centro-meridionale attraverso gli Stati Uniti d'America centrali ed occidentali fino al Messico centrale.

## Tassonomia
Il genere comprende 3 specie.
- Onychomys arenicola
- Onychomys leucogaster
- Onychomys torridus